# Gossypium barbadense
O Gossypium barbadense é uma variedade de Algodão que produz fibras com comprimento extra-longo
Gossypium barbadense,  também conhecido em inglês como extra long staple (ELS) cotton. Este tipo de algodão tem de possuir, pelo menos, cerca de 26 mm (1 3/8), é uma espécie da planta do Algodoeiro.
Algumas variedade tipos de Algodão extra-longo são  Pima Americano, o Pima Peruano, o egípcio Giza, o Indiano Suvin, o Sudanês Barakat e o Russo  Tonkovoloknistyi  .. Estas variedades são todas originárias do Gossypium Barbadense.
O Gossypium Barbadense produz flores amarelas e sementes pretas. Cresce como um pequeno arbusto. Para o seu crescimento requer muito sol, elevada humidade e pluviosidade.
Esta espécie de Algodão possui um químico natural, o Gossypol, que reduz a susceptibilidade da planta aos insectos e aos fungos. Na medicina tradicional do Suriname, as folhas do G. Barbadense são usadas para o tratamento da hipertensão e menstruação irregular.

## História

### Origens
Os primeiros sinais da domesticação desta espécie de algodão vêm da costa do Equador e do Peru onde foram encontrados capulhos que datavam de 4200 AC. Cerca do ano 1000 AC, as variedades cultivadas eram já iguais às actuais.
O cultivo desta espécie de Algodão espalhou-se por toda a América do sul e central e Caraíbas, onde Cristóvão Colombo a encontraria.
A plantação de algodão tornou-se numa  cultura intensiva nas caraíbas, onde usava a mão-de-obra escrava, de tal maneira que osBarbados se tornaram a primeira colónia Inglesa a exportar Algodão

### PimaCotton Peruano
A região de vales próxima a costa que é protegida pela cordilheira dos Andes possui um micro clima único (desertos de areia na costa e relevos andinos nas montanhas).Por ser seu local de origem o gossypium barbadense ali nasce com sua plenitude.
Com a temperatura média anual de 34.2 °C, está posicionada 4° ao sul do equador e recebe duas correntes oceânicas ao mesmo tempo. A corrente fria de Humboldt (13-20 °C) e a quente El Niño (20-27 °C). Esses fenômenos proporcionam certo nível de umidade que favorece a produção do Gossypol (cera natural que reveste a fibra do algodão), proporcionando um brilho natural e maior suavidade.
Cultivado a 70 metros acima do nível do mar sem pesticidas e fertilizantes, sua colheita é feita manualmente para não danificar a fibra.
Fibra extra longa (ELS): Comprimento de 38,10 a 41,27 milímetros.Fibras convencionais tem de 20 a 32 milímetros.Finura: 3,3 a 4,0 (Micronaire). Até 45% mais fino que o convencional.
Resistência intrínseca da fibra de algodão: 92 a 100 (Pressley). Até 50% maior que as fibras convencionais.
Principais características: brilho e extrema suavidade.

#### Sea Island
Em 1756, a plantação de algodão da espécie de Gossypium Barbadense começou nas ilhas conhecidas por Sea Island (Conjunto de ilhas costeiras entre o estado da Geórgia e a Carolina do Norte) com sementes trazidas dos Barbados ..
Os algodões Sea Island devido ao seu longo comprimento (35 a 60 mm) e finura, permitiam a fiação de fios muito finos usados nos produtos topo de gama.

#### Algodão do Egipto
Apesar de ter sido uns dos locais no mundo onde se começou a plantar algodão, até 1850 a sua produção era de baixa qualidade e em números insignificantes. Apenas com a introdução do Gossypium Barbadense, proveniente da variedade “Sea Island”  em 1850 é que o Egipto começou a exportar algodão. O sucesso da plantação de algodão foi tal que, sobretudo na Europa o termo Algodão do Egipto passou a sinónimo de Algodão para artigos de luxo, fazendo esquecer a própria origem americana da espécie

#### Pima Americano
O Algodão Pima que deve o seu nome em honra aos Índios Pima, que ajudaram a cultivá-lo nas quintas experimentais do Departamento de Agricultura dos Estados Unidos no início do Século XX. .Hoje em dia representa apenas 5% da produção total dos Estados Unidos. As suas zonas de cultivo são sobretudo na Califórnia